# Porsche-Arena
La Porsche-Arena est un hall omnisports situé à Stuttgart, en Bade-Wurtemberg, en Allemagne, où évolue le club de handball du HBW Balingen-Weilstetten lors de rencontres importantes mais aussi le modeste club du TV Bittenfeld.
Elle accueille aussi le Tournoi de tennis de Stuttgart.